# Nitro Consult
Nitro Consult är ett svenskt konsultföretag inom sprängteknik och andra anläggningsarbeten, som bland annat utför vibrationsmätning. Huvudkontoret ligger sedan 2019 i Johanneshov.
2018 hade Nitro Consult 100 anställda i Sverige och en omsättning på 128 miljoner kronor.

## Historik
Nitro Consult bildades 1969 av företaget Nitro Nobel, som ursprungligen var Alfred Nobels bolag Nitroglycerin AB. Efter att det tidigare Nitro Nobel köptes upp, ingick Nitro Consult från 1999 till 2006 i Dyno Nobel-koncernen och från 2006 i den Australien-baserade Orica-koncernen.